# Ted Tinling
Cuthbert Collingwood Tinling, detto Ted (Eastbourne, 23 luglio 1910 – Cambridge, 23 maggio 1990), è stato un tennista, stilista e giornalista inglese.

## Biografia
Dopo una mediocre carriera di tennista, Ted Tinling si dedicò a disegnare completi sportivi da donna, in particolare nel tennis. 

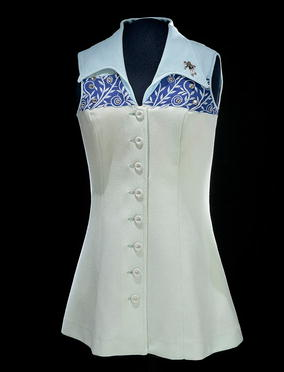
Il completo firmato Tinling indossato da Billie Jean King nel 1973 per “La Battaglia dei sessi”

La sua prima musa ispiratrice fu la statunitense Gussie Moran. L’evento accadde in occasione del Torneo di Wimbledon del 1949. Moran chiese a Tinling di disegnarle un completo di tre colori differenti. Poiché le regole prescrivevano ancora che le divise fossero esclusivamente bianche, Tinling le disegnò il primo abitino corto del tennis femminile, rigorosamente bianco ma con mutandine con risvolti in pizzo, visibili durante la partita.
Il suo abbigliamento attirò molta attenzione, tanto che i fotografi si contesero le posizioni più favorevoli per inquadrare i colpi bassi della giocatrice e riprendere il pizzo. I giornalisti soprannominarono la tennista "Gorgeous Gussie". Fu uno scandalo che provocò un dibattito in Parlamento. Moran fu accusata dal comitato dell'All England Lawn Tennis and Croquet Club di aver introdotto "volgarità e peccato nel tennis".
Una delle modelle preferite dello stilista britannico è stata l’italiana Lea Pericoli. Al Torneo di Wimbledon 1955, contro la spagnola Maria-Josefa de Riba, la fece giocare con culotte e sottoveste rosa quando ancora le tenniste indossavano completi bianchi con le gonne lunghe sino alle ginocchia. Per tale motivo il padre di Lea si infuriò e le vietò temporaneamente di giocare.
Successivamente, Tinling confezionò per l’italiana un gonnellino di visone, uno di penne di cigno, un abitino di petali di rose e un vestitino d'oro con le mutandine di brillanti. Attualmente i completi disegnati da Tinling indossati da Lea Pericoli sono esposti nel Victoria & Albert Museum di Londra.
Anche Silvana Lazzarino, come la sua compagna di doppio, fu una delle modelle dello stilista inglese; questi, al primo turno del Roland Garros del 1961 le fece indossare uno dei primi vestiti di carta. Un altro completo disegnato da Tinling lo indossò a Wimbledon del 1963, giocando in doppio con la Pericoli.
Un’altra icona fashion di Tinling fu la brasiliana Maria Bueno. Nel 1964 giocò sul campo centrale di Wimbledon con un vestito disegnato dallo stilista inglese che aveva una sottogonna rosa shocking abbinata a delle mutandine rosa.
Grande amico di Billie Jean King, Tinling disegnò per lei l’abito per la famosa partita detta “La Battaglia dei sessi” del 1973. Ha continuato poi a disegnare abiti audaci e insoliti per campionesse come Martina Navrátilová, Chris Evert, Evonne Goolagong e Virginia Wade.
A partire dagli anni ottanta divenne un commentatore di tennis. Commentò la vittoria di Steffi Graf in semifinale all'Australian Open 1989 su Gabriela Sabatini dicendo "Credo sia il miglior tennis che io abbia mai visto".
Nel 1986 è stato ammesso nell'International Tennis Hall of Fame.